# Масса-Фермана
Масса-Фермана (итал. Massa Fermana) —  коммуна в Италии, располагается в регионе Марке, в провинции Фермо.
Население составляет 1000 человек (2008 г.), плотность населения составляет 124 чел./км². Занимает площадь 8 км². Почтовый индекс — 63020. Телефонный код — 0734.
Покровителем коммуны почитается святой Лаврентий, празднование 10 августа.

## Демография
Динамика населения:

## Администрация коммуны
- Официальный сайт: https://web.archive.org/web/20100727121427/http://www.provincia.ap.it/Massa_Fermana/